# Résilience organisationnelle
Pour les articles homonymes, voir Résilience.
La résilience organisationnelle (en anglais business resilience) est une discipline qui s'intéresse à la capacité d'une organisation (entreprise, association, groupe de projet, etc.) à faire face au mieux à des situations d'incertitude. 
Il n'y a pas encore consensus sur le concept. Pour Baitan (2022), la résilience organisationnelle est la « capacité temporaire d’une entreprise [commerciale] à s’adapter par effet systémique à une situation qui ne lui apparait pas comme favorable en fonction des ressources disponibles et de l’influence de son environnement. » tandis que pour Hollnagel (2006), elle représente la «capacité d’une organisation à garder ou retrouver un état de stabilité dynamique qui lui permet de poursuivre ses opérations pendant et après un incident majeur ou en présence d’un stress continu» . 
A ce titre, la résilience organisationnelle pourrait être considérée tant comme un état temporaire, une capacité qui se développe que comme aussi un processus dynamique. Une entreprise peut par exemple faire preuve de résilience sur un incident particulier, et ne pas trouver de résilience temporelle sur un autre incident. La dimension contextuelle mais également la notion de ressources (humaines, financières, logistiques, ...) sont autant de facteurs d'influence de la capacité de résilience organisationnelle.
Si la thématique de résilience organisationnelle a véritablement émergé auprès du grand public durant la période de la crise du covid-19, elle reste une discipline encore jeune qui se co-construit depuis près de 10 ans, en se basant essentiellement sur les théories des organisations hautement fiables, de l'entreprise apprenante et sur les principes de planification stratégique. Certains principes issus de la psychologie peuvent inspirer les chercheurs, néanmoins la dimension étudiée dans la notion de résilience groupale est essentiellement sociologique. 
En 2018, la première  formation universitaire francophone dédiée spécifiquement à la thématique de la résilience organisationnelle a vu le jour au sein de la University of Applied Science and Arts Western Switzerland (Haute Ecole de Gestion de Genève).
C’est en 2018 que le DAS Résilience et Santé Organisationnelle est conçu, sous l’impulsion du Dr Mathias Baitan, Chargé de cours HES en Management auprès de la Haute École de Gestion de Genève. Il part du constat que les formations en management adoptent en majorité une perspective essentiellement économique en délaissant d’autres disciplines qui tissent pourtant le quotidien des managers : la psychologie du travail et des organisations, la philosophie, la sociologie, mais également des perspectives plus pragmatiques telles que la discipline personnelle ou la gestion de son propre stress. Des perspectives artistiques y trouvent également leur place (dessin et musique notamment). Le diplôme est lancé en septembre 2019 et trouve rapidement son public, au sein de cadres intermédiaires et supérieurs d’entreprises de l’arc lémanique, actifs dans le domaine de la finance, de l’événementiel, de la santé ou encore du social notamment. Le DAS Résilience et Santé Organisationnelle apparait à son lancement comme la première formation universitaire dans le monde francophone s’intéressant spécifiquement à la notion de résilience d’entreprise, et plusieurs médias suisse mais également étrangers s’intéresseront à ce programme novateur. Le management de la résilience d’entreprise y est alors proposé comme un art appliqué, inspiré tant par la science que le pragmatisme de terrain.